# بنجامين وايت
بنجامين وايت (بالإنجليزية: Benjamin White)‏ هو سياسي أمريكي، ولد في 13 مايو 1790، وتوفي في 7 يونيو 1860. حزبياً، نشط في الحزب الديمقراطي. وقد انتخب عضو مجلس النواب الأمريكي.